# Hogwarts Legacy
Hogwarts Legacy is een computerspel dat is ontwikkeld door Avalanche Software. Het wordt gepubliceerd onder het Portkey Games-label van Warner Bros. Interactive Entertainment. Het computerspel speelt zich af in de Wizarding World of Harry Potter, en is op 10 februari 2023 uitgekomen op Windows, PlayStation 5 en Xbox Series X/S. 5 mei 2023 is het beschikbaar voor PlayStation 4 en Xbox One. De Nintendo Switch-versie kwam 14 november 2023 uit.

## Plot
Hogwarts Legacy speelt zich af in de 19e eeuw, en volgt het verhaal van een student die aan het begin van het vijfde jaar instroomt op Zweinsteins Hogeschool voor Hekserij en Hocus-Pocus. Die student is de sleutel tot een oud geheim dat de tovenaarswereld bedreigt. Het personage kan namelijk een oude en mysterieuze soort magie manipuleren, en juist die magie zal de speler moeten gebruiken om uit te zoeken waarom deze oude magie juist nu plots terugkeert, alsook wie en waarom ze deze magie willen gebruiken. Er zwerven tovenaars van de Duistere Zijde door de gehele tovenaarswereld, en een mogelijke opstand van de Kobolden begint vorm te krijgen.
| Recensiescore | Recensiescore |
| Publicist     | Score         |
| ------------- | ------------- |
| XGN           | 9             |

## Gameplay
Hogwarts Legacy is een open wereld actierollenspel. Tijdens het spel zal de speler zich aansluiten bij een van de vier afdelingen en lessen (zoals toverspreuken, verweer tegen de zwarte kunsten, vliegen op een bezem, kruidenkunde en toverdranken) volgen op Zweinsteins Hogeschool voor Hekserij en Hocus-Pocus. Daarnaast zal men nog andere locaties zoals Het Verboden Bos, Zweinsveld en Goudgrijp kunnen verkennen. Verder zal Zweinstein verschillende kerkers, geheime gangen en ruimtes onthullen, evenals uitdagende puzzels bevatten.
Het is mogelijk om zelf het personage aan te passen naar eigen smaak. Zo is het mogelijk het geslacht en afdeling te kiezen. Naast dat men het uiterlijk volledig zelf kan bepalen, zal men wellicht ook kunnen kiezen hoe de stem klinkt, of welk soort toverstaf de speler wil hanteren. Daarnaast zullen er verschillende mogelijkheden zijn om het personage te upgraden, door bijvoorbeeld nieuwe spreuken te leren, deel te nemen aan bezemsteelraces, toverdranken te brouwen en te duelleren met verschillende tegenstanders. Ook de Kamer Van Hoge Nood krijgt een centrale rol in het spel tijdens het ontwikkelen van je personage. Deze ruimte kan de speler volledig naar wens aanpassen, om hier vervolgens verschillende spreuken en brouwsels te oefenen, en een persoonlijke collectie van magische wezens te verzorgen.
Het personage zal leren verschillende soorten spreuken te gebruiken, toverdranken te brouwen, en duel-technieken te perfectioneren, resulterend in een volledig eigen speelstijl. Enkele van de bevestigde spreuken zijn onder andere Accio, Incendio, Petrificus Totalus en Avada Kedavra. Tijdens een duel kunnen gekochte of zelfgebrouwen items gebruikt worden om de tegenstanders aan te vallen, maar ook om de speler zelf een boost te geven. Verder zal men magische wezens kunnen temmen, verzorgen en gebruiken als vervoermiddel tijdens het verkennen van Zweinstein en de open wereld daar omheen. Tot deze magische wezens behoren onder andere Draken, Reuzen, Hippogrieven en Delfstoffers. Sommige wezens, zoals de Mandragora, kunnen gebruikt worden om de tegenstander te verdoven. Het is niet bekend met welke wezens een speler interactie kan hebben.
Er zal ook een moraliteitssysteem in het spel zitten. Keuzes gemaakt door de speler zullen invloed hebben op de rest van het spel. Het zou kunnen zijn dat deze keuzes de speler in staat stellen om een Onvergeeflijke Vloek, zoals Avada Kedavra, te gebruiken. Deze keuzes zullen de speler ook de mogelijkheid geven om vriendschappen met medestudenten te sluiten. Als je een sterke band hebt met deze NPC's kan de speler hun vaardigheden verbeteren en unieke dialogen vrijspelen om hun verhalen te ontdekken. Deze dialogen kunnen ook nieuwe avonturen onthullen, die de speler samen met deze medestudenten kan aangaan.

## Ontwikkeling
Het spel wordt momenteel ontwikkeld door Avalanche Software. In 2017, tijdens de start van ontwikkeling, richtte Warner Bros tevens het eigen label Portkey Games op voor hun Wizarding World licenties. Daarnaast bevestigde Warner Bros dat J.K. Rowling niet direct betrokken is tijdens de ontwikkeling van dit spel. Echter claimt de ontwikkelaar dat J.K. Rowling achter de ontwikkeling van deze game staat. Het spel maakt gebruik van Unreal Engine.
De eerste gelekte beelden van het spel verschenen in 2018. Hogwarts Legacy werd officieel aangekondigd tijdens een PlayStation-evenement in september 2020. Het spel zou in 2021 uitkomen op pc, Playstation 4 & 5 en Xbox One en Series X/S, maar op 13 januari 2021 werd aangekondigd dat het spel werd uitgesteld tot 2022. Op 17 maart 2022 bracht PlayStation een demo en een achter de schermen-video uit. Deze video toonde voor het eerst officiële gameplay met uitleg van Avalanche Studios. Ook werd een versie voor de Nintendo Switch aangekondigd. In 2022 werd Hogwarts Legacy weer uitgesteld. Het spel komt nu uit op 10 februari 2023 voor pc, De PlayStation 5, en de Xbox Series X. Het spel komt op de rest van de consoles zoals de PlayStation 4 uit op 5 mei 2023.

## Rolverdeling
| Acteur             | Personage                          | Achtergrond                                                                                               |
| ------------------ | ---------------------------------- | --- |
| Sebastian Croft    | Spelerpersonage (Stem 1)           | Vijfdejaars student die instroomt op Zweinstein.                                                          |
| Amelia Gething     | Spelerpersonage (Stem 2)           | Vijfdejaars student die instroomt op Zweinstein.                                                          |
| Simon Pegg         | Professor Firminus Nigellus Zwarts | Het minst populaire schoolhoofd dat Zweinstein ooit heeft gehad; de bet-overgrootvader van Sirius Zwarts. |
| Lesley Nicol       | Professor Matilda Wemel            | Plaatsvervangend schoolhoofd en professor Gedaanteverwisselingen.                                         |
| Matthew Waterson   | Professor Aesop Scherp             | Professor Toverdranken; voormalig Schouwer.                                                               |
| Moira Quirk        | Professor Mirabel Knoflook         | Professor Kruidenkunde.                                                                                   |
| Enn Reitel         | Professor Abraham Ronen            | Professor Bezweringen.                                                                                    |
| Jane Windsor       | Professor Dinah Hecat              | Professor Verweer tegen de Zwarte Kunsten; voormalig medewerker van het Departement van Mystificatie.     |
| Nicholas Guy Smith | Professor Eleazar Fig              | Professor Theorie van de Toverkunst en mentor van het spelerpersonage.                                    |
| Sohm Kapila        | Professor Satyavati Shah           | Professor Astronomie.                                                                                     |
| Kandace Caine      | Professor Mudiwa Onai              | Professor Waarzeggerij; moeder van Natsai; voormalig lerares op Uagadou.                                  |
| Jason Anthony      | Professor Cuthbert Kist            | Professor Geschiedenis van de Toverkunst; het enige spook dat les geeft aan Zweinstein                    |
| Jeannie Bolet      | Professor Bai Howin                | Professor Verzorging van Fabeldieren.                                                                     |
| Karen Maruyama     | Madam Chiyo Kogawa                 | Vlieglerares; afkomstig uit Japan, waar ze les kreeg op Mahoutokoro.                                      |
| Asif Ali           | Amit Thakkar                       | Leerling van Ravenklauw.                                                                                  |
| Alice Haldane      | Poppy Sweeting                     | Leerling van Huffelpuf.                                                                                   |
| Jessica Hayles     | Natsai Onai                        | Leerling van Griffoendor en dochter van Professor Onai.                                                   |
| Alfie Nugent       | Sebastian Sallow                   | Leerling van Zwadderich.                                                                                  |
| Matthew Waterson   | Ranrok                             | Een Kobold en rebellenleider.                                                                             |
| Jason Anthony      | Viktor Ravenwoud                   | Een tovenaar en medestander van Ranrok.                                                                   |
| Enn Reitel         | Deek                               | Een huiself in dienst van Zweinstein.                                                                     |
| Enn Reitel         | Professor Percival Rackham         | 1e ''keeper'' van de oude magie.                                                                          |
| Rachel Rath        | Professor Niamh Fitzgerald         | 2e "keeper" van de oude magie.                                                                            |
| Marwan Salama      | Professor San Bakar                | 3e "keeper" van de oude magie.                                                                            |
| Matthew Waterson   | Professor Charles Ravenwoud        | 4e "keeper" van de oude magie.                                                                            |